# Michael Pfaff
Michael Pfaff (* 2. Juli 1988 in Bad Tölz) ist ein ehemaliger deutscher Eishockeyspieler, der den Großteil seiner Karriere bei den Tölzer Löwen in der Oberliga unter Vertrag stand.

## Karriere
Pfaff spielte seit 2003 in der DNL-Mannschaft der Tölzer Junglöwen. Nach drei Jahren bei der Nachwuchsmannschaft stand der Verteidiger seit der Saison 2006/07 bei den Tölzer Löwen in der Oberliga auf dem Eis. Dort konnte sich der Rechtsschütze beweisen und zeichnete sich zudem durch zahlreiche Scorerpunkte aus. In der Saison 2008/09 stand der Abwehrspieler mittels Förderlizenz im Kader der Straubing Tigers aus der DEL, er bestritt allerdings kein Spiel für Straubing und lief ausschließlich für Bad Tölz in der 2. Bundesliga auf. Nachdem die Oberbayern nach nur einer Spielzeit wieder aus der 2. Bundesliga abstiegen, blieb er seinem Stammverein noch bis 2012 in der Oberliga treu. Als die Löwen 2012 trotz des Gewinns der Deutschen Oberliga-Meisterschaft keine Lizenz für die 2. Bundesliga erhielten, verließ er den Verein und ließ seine Karriere dann bis 2014 beim TSV Peißenberg in der viertklassigen Bayernliga ausklingen.

### International
Michael Pfaff nahm an der U20-Weltmeisterschaft 2008 der Division I teil, bei der ihm mit der deutschen Mannschaft der Wiederaufstieg in den Top-Pool gelang. Der Verteidiger ging aus dem Turnier als Spieler mit der besten Plus/Minus-Statistik hervor.

## Erfolge und Auszeichnungen
- 2008 Aufstieg in die Top-Division bei der U20-Weltmeisterschaft der Division I, Gruppe A
- 2008 Beste Plus/Minus-Bilanz bei der U20-Weltmeisterschaft der Division I, Gruppe A
- 2008 Aufstieg in die 2. Bundesliga mit den Tölzer Löwen
- 2012 Deutscher Oberligameister mit den Tölzer Löwen

## Karrierestatistik
| 2003/04              | Tölzer Junglöwen     | DNL                  | 34  | 1  | 10 | 11 | 20  | –  | – | – | – | –  |
| 2004/05              | Tölzer Junglöwen     | DNL                  | 36  | 11 | 15 | 26 | 14  | 5  | 0 | 2 | 2 | 2  |
| 2005/06              | Tölzer Junglöwen     | DNL                  | 35  | 10 | 27 | 37 | 85  | 3  | 0 | 2 | 2 | 0  |
| 2006/07              | EC Bad Tölz          | OL                   | 45  | 4  | 11 | 15 | 26  | 12 | 0 | 2 | 2 | 10 |
| 2007/08              | EC Bad Tölz          | OL                   | 50  | 4  | 23 | 27 | 30  | 8  | 0 | 4 | 4 | 6  |
| 2008/09              | EC Bad Tölz          | 2. BL                | 40  | 3  | 5  | 8  | 37  | –  | – | – | – | –  |
| 2009/10              | EC Bad Tölz          | OL                   | 29  | 1  | 10 | 11 | 22  | –  | – | – | – | –  |
| 2010/11              | EC Bad Tölz          | OL                   | 23  | 2  | 9  | 11 | 36  | –  | – | – | – | –  |
| 2011/12              | EC Bad Tölz          | OL                   | 33  | 3  | 4  | 7  | 12  | 15 | 0 | 3 | 3 | 6  |
| 2012/13              | TSV Peißenberg       | Bayernliga           | 16  | 2  | 14 | 16 | 18  | –  | – | – | – | –  |
| 2013/14              | TSV Peißenberg       | Bayernliga           | 27  | 3  | 10 | 13 | 47  | 6  | 0 | 3 | 3 | 12 |
| DNL gesamt           | DNL gesamt           | DNL gesamt           | 105 | 22 | 52 | 74 | 119 | 8  | 0 | 4 | 4 | 2  |
| 2. Bundesliga gesamt | 2. Bundesliga gesamt | 2. Bundesliga gesamt | 40  | 3  | 5  | 8  | 37  | –  | – | – | – | –  |
| Oberliga gesamt      | Oberliga gesamt      | Oberliga gesamt      | 180 | 14 | 57 | 71 | 126 | 35 | 0 | 9 | 9 | 22 |
| Bayernliga gesamt    | Bayernliga gesamt    | Bayernliga gesamt    | 43  | 5  | 24 | 29 | 65  | 6  | 0 | 3 | 3 | 12 |

(Legende zur Spielerstatistik: Sp oder GP = absolvierte Spiele; T oder G = erzielte Tore; V oder A = erzielte Assists; Pkt oder Pts = erzielte Scorerpunkte; SM oder PIM = erhaltene Strafminuten; +/− = Plus/Minus-Bilanz; PP = erzielte Überzahltore; SH = erzielte Unterzahltore; GW = erzielte Siegtore; 1 Play-downs/Relegation; Kursiv: Statistik nicht vollständig)